# Deutlichkeit
Deutlichkeit ist die exakte und nachvollziehbare Benennung von etwas. Umgangssprachlich steht der Begriff auch für die akustische Verständlichkeit der gesprochenen Sprache (deutliche Aussprache).

## Bei Kant
Immanuel Kant unterscheidet zwischen zwei Formen: Zum einen steht die „diskursive Deutlichkeit“ für eine logisch vollständige, eindeutige und damit hinreichende Bestimmung, nach Kant die „Klarheit durch Begriffe“. Sie ist jedoch nicht unbedingt intuitiv einleuchtend und subjektiv möglicherweise schwierig zu verstehen. Durch die fehlende Anschauung können deswegen Missverständnisse entstehen. Die Beschreibung ist dennoch korrekt, da mit der diskursiven Deutlichkeit ein Gegenstand logisch eindeutig beschrieben wird.
Daneben gibt es die „intuitive Deutlichkeit“. Sie bezieht sich auf das Einleuchten und die Klarheit durch die Anschauung. Durch Beispiele und Wiederholungen (redundante Beschreibungen) kann die intuitive Deutlichkeit erhöht werden. Da Anschauung durch die Sinnlichkeit möglich wird, bezeichnet Kant diese Form auch als „ästhetische Deutlichkeit“.